# Amblycipitidae
Amblycipitidae è una famiglia di pesci ossei d'acqua dolce appartenente all'ordine Siluriformes.

## Distribuzione e habitat
Diffusi nelle acque dolci dell'Asia meridionale tra il Pakistan, il Giappone meridionale e la Malaysia. Popolano le acque a corrente vivace dei torrenti.

## Descrizione
Hanno corpo allungato con testa relativamente piccola e peduncolo caudale spesso. La pinna dorsale è ricoperta di pelle, la pinna adiposa è sempre presente ma talvolta fusa con la pinna caudale. 4 paia di barbigli. Linea laterale incompleta.
Sono pesci di dimensioni piccole, che solo raramente superano i 15 cm.

## Specie
- Genere Amblyceps
  - Amblyceps apangi
  - Amblyceps arunchalensis
  - Amblyceps caecutiens
  - Amblyceps carinatum
  - Amblyceps cerinum
  - Amblyceps foratum
  - Amblyceps kurzii
  - Amblyceps laticeps
  - Amblyceps macropterus
  - Amblyceps mangois
  - Amblyceps murraystuarti
  - Amblyceps platycephalus
  - Amblyceps protentum
  - Amblyceps serratum
  - Amblyceps tenuispinis
  - Amblyceps torrentis
  - Amblyceps tuberculatum
  - Amblyceps variegatum
- Genere Liobagrus
  - Liobagrus aequilabris
  - Liobagrus andersoni
  - Liobagrus anguillicauda
  - Liobagrus formosanus
  - Liobagrus kingi
  - Liobagrus marginatoides
  - Liobagrus marginatus
  - Liobagrus mediadiposalis
  - Liobagrus nigricauda
  - Liobagrus obesus
  - Liobagrus reinii
  - Liobagrus somjinensis
  - Liobagrus styani
- Genere Nahangbagrus
  - Nahangbagrus songamensis
- Genere Xiurenbagrus
  - Xiurenbagrus gigas
  - Xiurenbagrus xiurenensis[2]